# قویطول (داش‌کسن)
قویطول (به لاتین: Quytul) منطقه‌ای مسکونی در جمهوری آذربایجان است که در شهرستان واقع شده است. قویطول ۳۳ نفر جمعیت دارد.